# Cheilotrichia (Empeda) percupida
Cheilotrichia (Empeda) percupida is een tweevleugelige uit de familie steltmuggen (Limoniidae). De soort komt voor in het Neotropisch gebied.